# Майюнгозавр
Майюнгозавр[джерело?] (лат. Majungasaurus — ящір із Мажунга) — середній за розміром абелізавр, який існував в кінці крейдового періоду (близько 70-66 млн років тому).

## Історія
Описав перші останки теропод із північно-західного Мадагаскару в 1896 році французький палеонтолог Шарль Депере. Серед них два зуби, кіготь і деякі хребці, виявлені вздовж річки Бетсібока офіцером французької армії та збережені в колекції нині Університету Клода Бернара Ліону 1.

## Характеристики
Довжина майюнгозавра досягала близько 7 метрів, а висота — 3 метрів. Маса становила до 1130 кілограма[джерело?]. Цей хижак переміщувався на двох довгих задніх ногах. На кожній малося по три пальці. Передні лапи були значно коротші за задні. Вони також мали по три пальці, але практично, майже, не використовувалися. Череп високий та короткий, як у більшості абелізаврів. Кістки верхньої поверхні черепа потовщені, що надавало можливість наносити пошкодження своїм жертвам. Міцні щелепи мали по 34 зуби кожна. Зуби за довжиною досягали 8 см. Розміщувалися один від одного на відстані 15-20 см. Мав декілька рядів зубів, що робить його подібним до акул.
Самці, на відміну від самок, мали більш розвинені м'язи ніг та на лобі рогоподібний відросток довжиною близько 8 см, котрий слугував для захисту та залучення самок.
Харчування майюнгозавра досі залишається загадкою. Існують припущення, що цей хижак полював на юних завроподів — рапетозаврів та крокодиломорфів, котрі існували на острові Мадагаскар. Є можливість, що в його раціоні була падаль. На це вказує маса, середня швидкість та не надто великі зуби майюнгозавра.